# Języki bantu L
Języki bantu L – grupa geograficzna języków bantu z wielkiej rodziny języków nigero-kongijskich. Wchodzi w skład grupy języków bantu centralnych. Swoim zasięgiem języki te obejmują Kongo, Zambię oraz niewielkie północne i północno-wschodnie rejony Angoli.

## Klasyfikacja
Poniżej przedstawiono klasyfikację języków bantu L według Guthriego zaktualizowaną przez J.F. Maho. Klasyfikacja Ethnologue bazuje na klasyfikacji Guthriego, jednak odbiega od niej znacznie, m.in. stosuje inny kod – trzyliterowy oparty na ISO 639 i inaczej grupuje języki.
Wyróżnia się tu ok. 30 języków tworzących 6 grup językowych:

### L10Języki pende
L101 sonde
L11 pende – pheende
L12a samba – tsamba, tsaam
L12b (dawn. H33) holo – holu, hongu
L13 kwese – kwezo, pindi

### L20Języki songe
L201 budya
L202 yazi
L21 kete – tshikete, cikete
L21A dialekt kete właściwy – wschodni kete
L21B dialekt kete-kuba – północny kete
L21C dialekt kete-lulua – południowo-zachodni kete
L22 mbagani – binji
L221 lwalwa – lwalu
L23 songe – yembe
L231 binji – bindji
L24 luna-ikongo

### L30Języki luba
L301 kebwe
L31 luba-lulua
L31a dialekt luba-kasai – tshiluba, ciluba
L31b dialekt lulua – luluwa, zachodni luba
L32 kanyoka
L33 luba-katanga – kiluba
L331 ze(e)la – kizela
L35 sanga – garengaze, południowy luba
L30 – nowe języki:
L30A pidżynowy chiluba

### L40Języki kaonde
L41 kaonde – kahonde

### L50Języki lunda
L51 salampasu
L511 luntu
L52 lunda
L53 ruund – luwunda

### L60Języki nkoya
L60 kontinuum językowe nkoya
L601 kolwe – lukolwe
L602 lushangi
L603 shasha – mashasha
L61 mbwera – mbwela
L62 nkoya właściwy